# Helictotrichon sempervirens
Helictotrichon sempervirens là một loài thực vật có hoa trong họ Hòa thảo. Loài này được (Vill.) Pilg. mô tả khoa học đầu tiên năm 1938.

## Hình ảnh

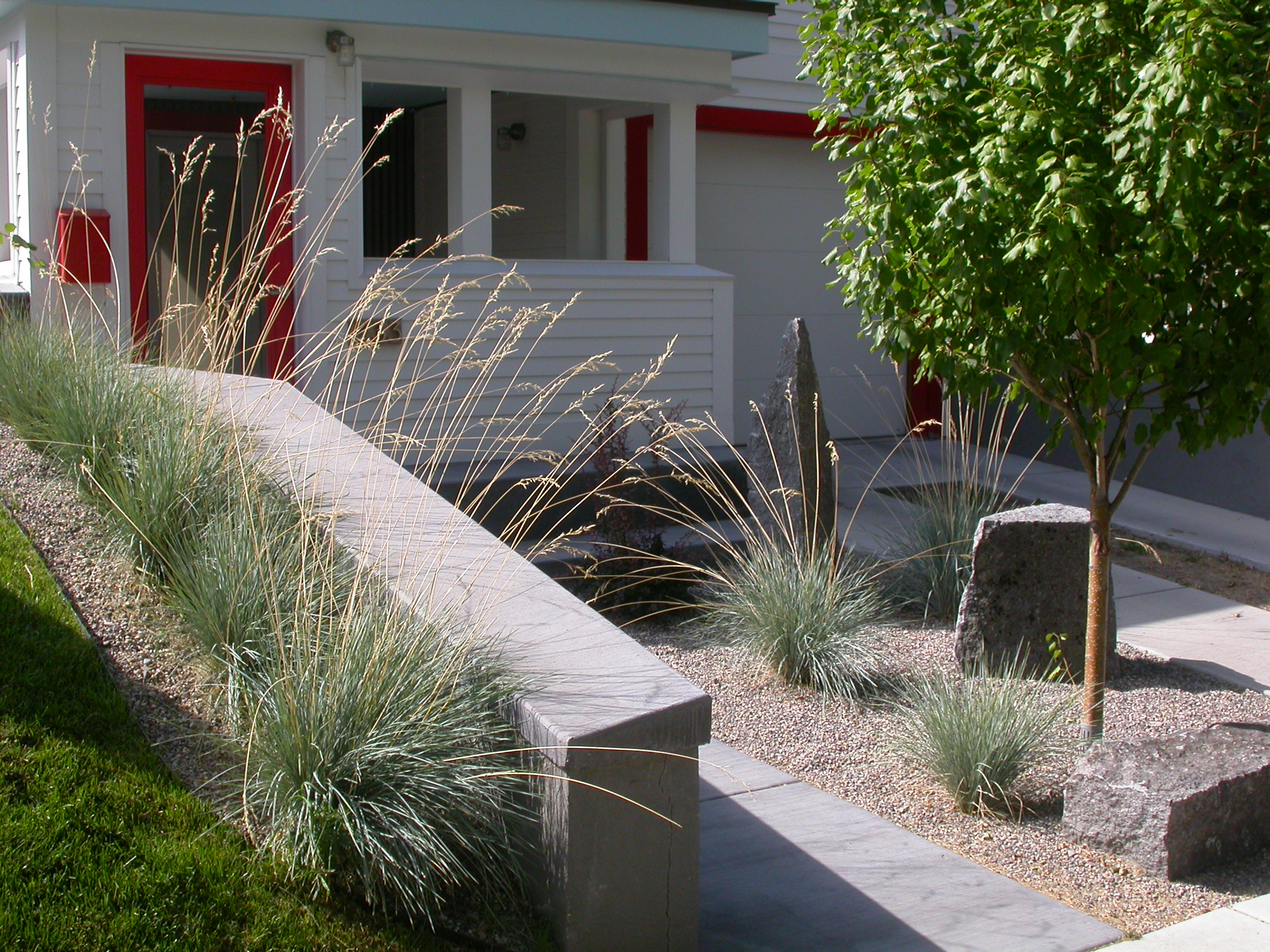
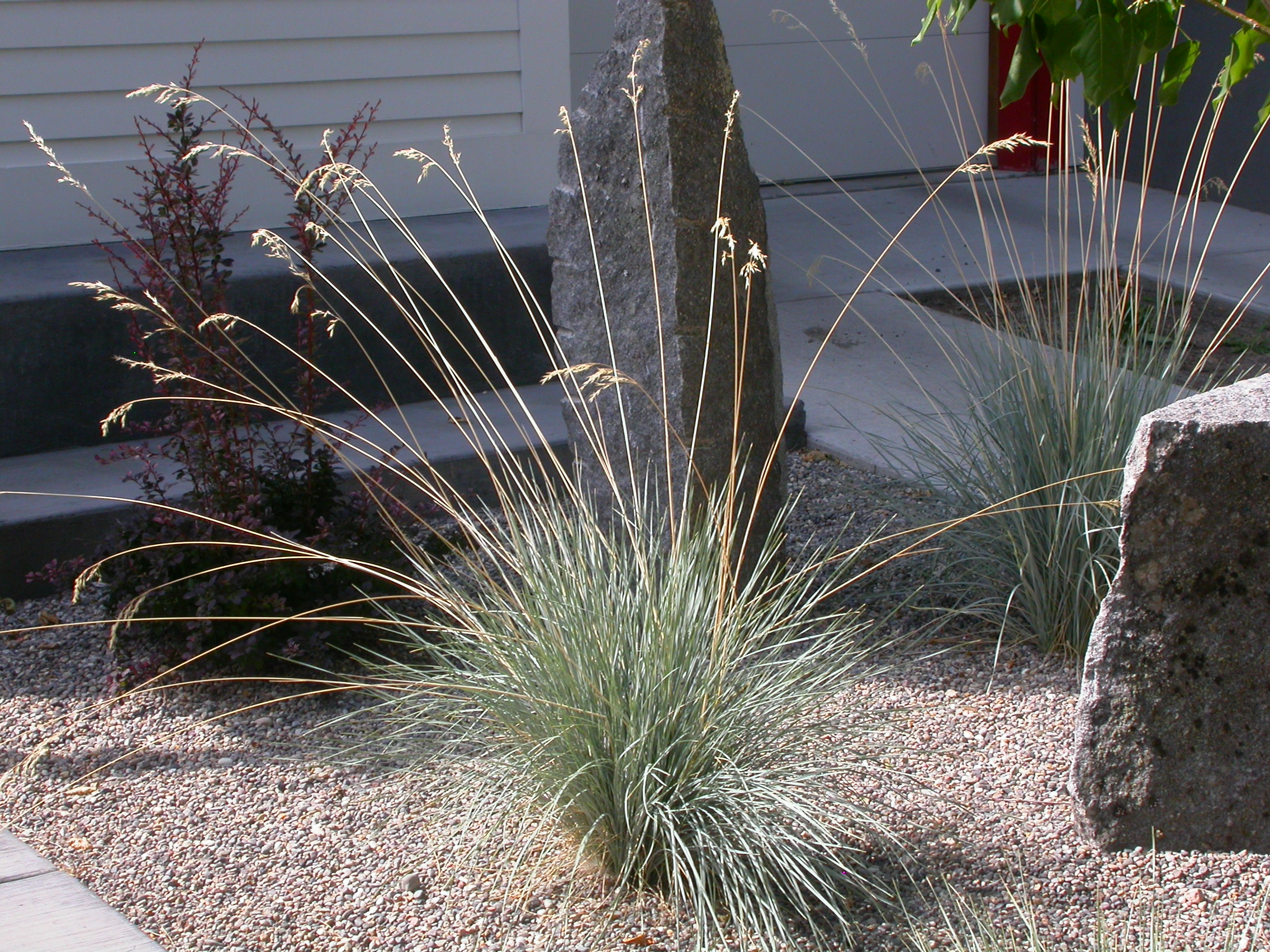
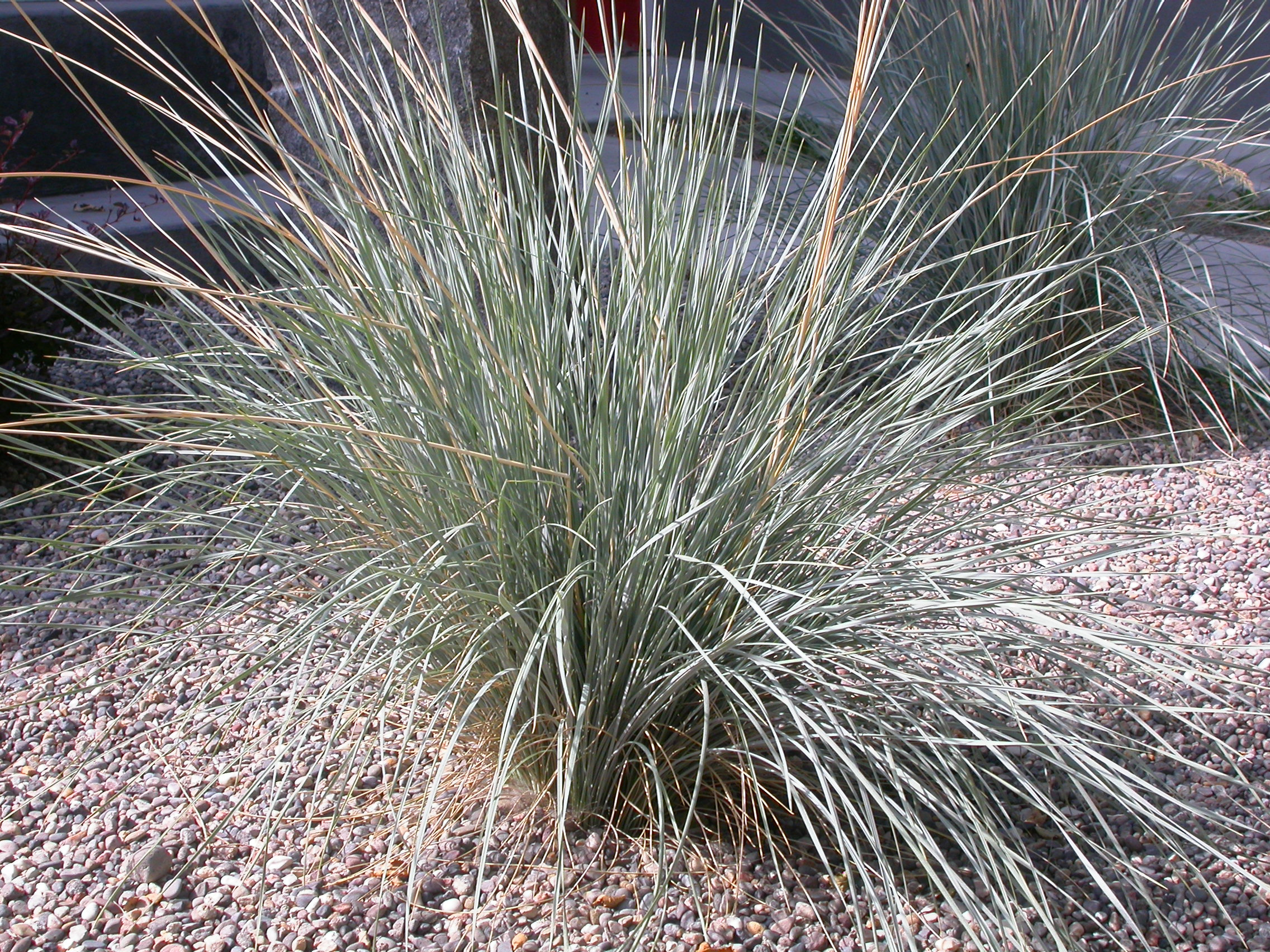
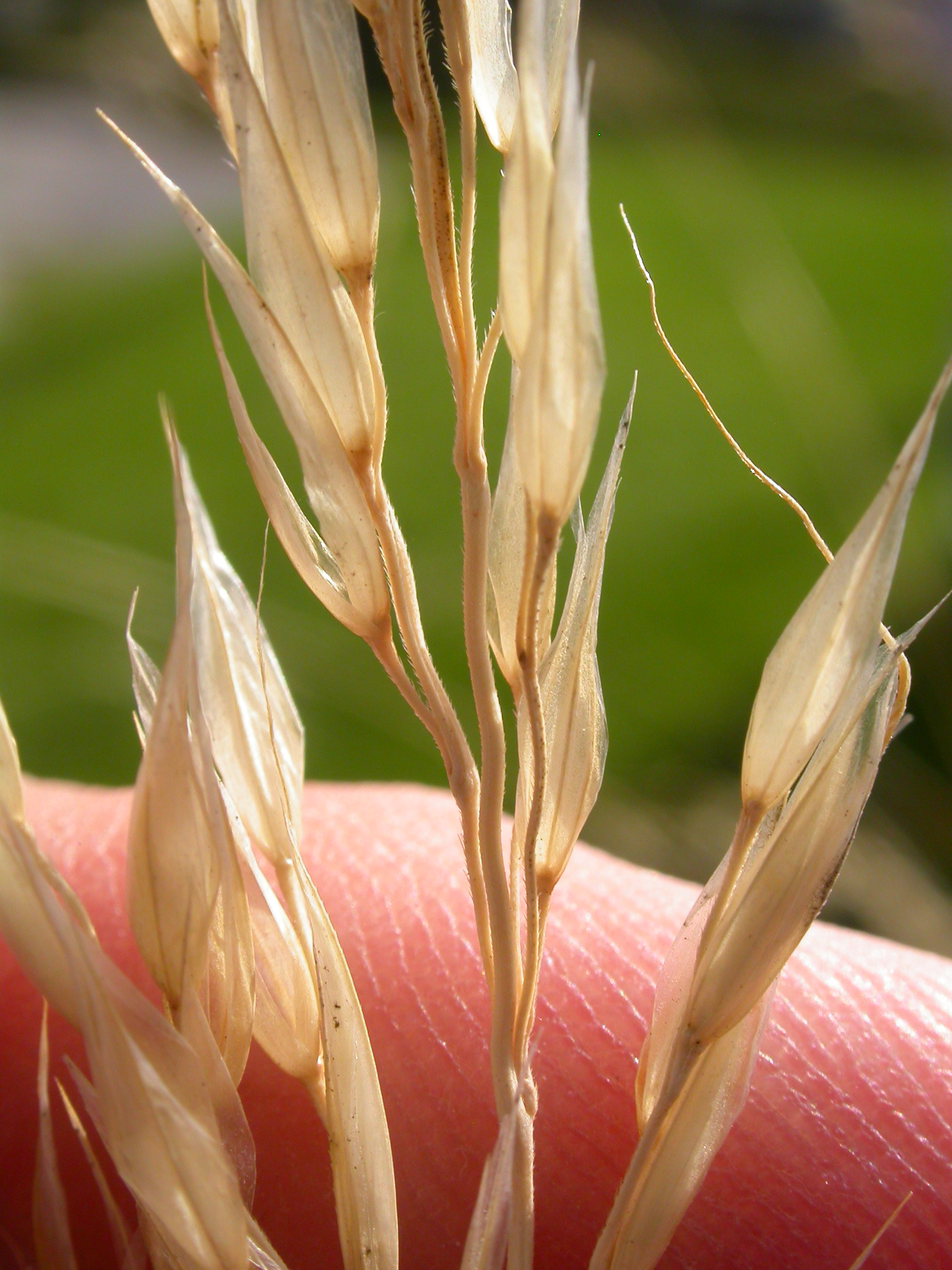